# Matsucoccus thunbergianae
Matsucoccus thunbergianae är en insektsart som beskrevs av Miller 1987. Matsucoccus thunbergianae ingår i släktet Matsucoccus och familjen pärlsköldlöss.
Artens utbredningsområde är Sydkorea. Inga underarter finns listade i Catalogue of Life.